# Jo, també
Jo, també és una pel·lícula espanyola de 2009 dirigida pels novells  Álvaro Pastor i Antonio Naharro i protagonitzada per Lola Dueñas, a més del debutant Pablo Pineda. Ha estat doblada al català.

## Argument
Daniel (Pablo Pineda), un jove sevillà de 34 anys, és el primer europeu amb síndrome de Down que ha obtingut una llicenciatura universitària. Comença la seva vida laboral en l'administració pública, on coneix a Laura (Lola Dueñas), una companya de treball sense discapacitat aparent. I s'enamora d'ella.

## Comentaris
- Tracta d'un noi amb síndrome de Down, representant del món de la diferència, i la seva experiència familiar, social, laboral i sentimental.
- Els directors Álvaro i Antonio han treballat junts des de 1995 fent curtmetratges. És el seu primer llargmetratge.
- Destaca Antonio Naharro com a codirector, coguionista i actor fent el paper de Santi, germà de Daniel.

## Crítica
La pel·lícula va ser rebuda de manera positiva per part de la crítica, la pàgina web Sensacine.com va recopilar un total de 6 crítiques espanyoles sobre ella i va rebre una nota mitjana de 2,67 sobre 5. Per part seva, la pàgina web Rotten tomatoes va recopilar un total de 6 crítiques estatunidenques sobre ella sent el 83% (5) positives i rebent una nota mitjana de 6,6 sobre 10, mentre que Allociné va recopilar un total de 14 crítiques franceses sobre ella rebent una nota mitjana de 3,07 sobre 5.

## Palmarès cinematogràfic
Festival Internacional de Cinema de Sant Sebastià
| Categoria                             | Persona      | Resultat   |
| ------------------------------------- | ------------ | ---------- |
| Conquilla de Plata al millor actor    | Pablo Pineda | Guanyador  |
| Conquilla de Plata a la millor actriu | Lola Dueñas  | Guanyadora |

XXIV Premis Goya
| Categoria                  | Persona                       | Resultat   |
| -------------------------- | ----------------------------- | ---------- |
| Millor direcció novella    | Antonio Naharro Álvaro Pastor | Candidats  |
| Millor actriu protagonista | Lola Dueñas                   | Guanyadora |
| Millor actor revelació     | Pablo Pineda                  | Candidat   |
| Millor cançó original      | Guille Milkyway (Yo, también) | Guanyadora |

XIX Premis de la Unión de Actores
| Categoria                            | Persona     | Resultat   |
| ------------------------------------ | ----------- | ---------- |
| Millor actriu protagonista de cinema | Lola Dueñas | Guanyadora |